# James Gamble
James Gamble (1803. április 3. – 1891. április 29.) brit származású szappankészítő, gyáralapító- és tulajdonos. Az 1837-ben létrehozott Procter & Gamble vállalat társalapítója és társnévadója sógorával, William Procterrel karöltve.

## Pályafutása
Gamble Enniskillenben, a mai Észak-Írország területén született és a Portora Royal Schoolba járt. Gamble és Procter a rokonsági kötelék kialakulása után lettek üzlettársak. Gamble felesége, Elizabeth Ann Norris, illetve Procter felesége Olivia Norris testvérek voltak. Külön-külön Gamble-t és Proctert sem jellemezte különösebb siker üzleti életükben. A közös cégalapítás ötletét apósuk, Alexander Norris vetette fel. Az ötletnek volt racionalitása, hisz mind Gamble-nek a szappangyártáshoz, mind Procternek a gyertyakészítéshez szüksége volt marónátronra. Közösen pedig nagyobb mennyiséget vásárolva alacsonyabb árat tudtak kialkudni a kereskedőknél. 1837-ben az ötlet nyomán megszületett a Procter & Gamble vállalat. A cég az amerikai polgárháború során lett országszerte ismert, a P&G egy szerződés elnyerése révén az unionisták hivatalos szappan-beszállítója volt a harcok során.
Gamble természetesen úton halt meg 1891. április 29-én. Végső nyughelye Cincinnatiben, a Spring Grove temetőben található.
Procter, aki korábban halt meg partnerénél, szintén a Spring Grove-ban nyugszik.

## Magánélete
Gamble-nek és feleségének, Elizabeth Ann (Norris) Gamble-nek 10 gyermeke született. Az egyikőjük, James Norris Gamble (1836. augusztus 9. – 1932. július 2.) később a Procter & Gamble elnökhelyettese lett, kémikusként pedig az Ivory szappan alapjául szolgáló formulát állította elő.
James Norris Gamble Margaret Penrose-t vette feleségül. 1932. július 2-án halt meg álmában és szintén a Spring Grove-ban nyugszik.
Gamble unokája, William felesége Franzeska Wilhelmina (Fanny) Nast, William Nast lánya volt, aki német származású amerikai metodista vallási vezető volt. Fanny volt az első nő, aki a Ohio állambeli Berea-ban lévő German Wallace College-ban végzett.

## Fordítás
Ez a szócikk részben vagy egészben  a   James Gamble című angol Wikipédia-szócikk ezen változatának fordításán alapul.  Az eredeti cikk szerkesztőit annak laptörténete sorolja fel. Ez a jelzés csupán a megfogalmazás eredetét és a szerzői jogokat jelzi, nem szolgál a cikkben szereplő információk forrásmegjelöléseként.